# Renate Siebach
Renate Siebach, geborene Renate Marder (* 13. Januar 1952), ist eine ehemalige deutsche Sprinterin, die sich auf den 400-Meter-Lauf spezialisiert hatte und für die DDR startete.
1973 wurde sie DDR-Hallenmeisterin und gewann Bronze bei den Halleneuropameisterschaften in Rotterdam.
1975 wurde sie DDR-Hallenvizemeisterin über 400 Meter, 1976 DDR-Vizemeisterin über 800 Meter.
Renate Siebach startete für den SC Empor Rostock und den SC DHfK Leipzig.

## Persönliche Bestzeiten
- 200 m: 23,8 s, 29. August 1973, Berlin
- 400 m: 53,26 s, 18. Juni 1976, Leipzig (handgestoppt: 51,8 s, 8. August 1972, Potsdam)
- 800 m: 2:02,2 s, 29. Mai 1976, Karl-Marx-Stadt

| Personendaten    | Personendaten                |
| ---------------- | ---------------------------- |
| NAME             | Siebach, Renate              |
| ALTERNATIVNAMEN  | Marder, Renate (Geburtsname) |
| KURZBESCHREIBUNG | deutsche Sprinterin          |
| GEBURTSDATUM     | 13. Januar 1952              |